# Kämmerzell

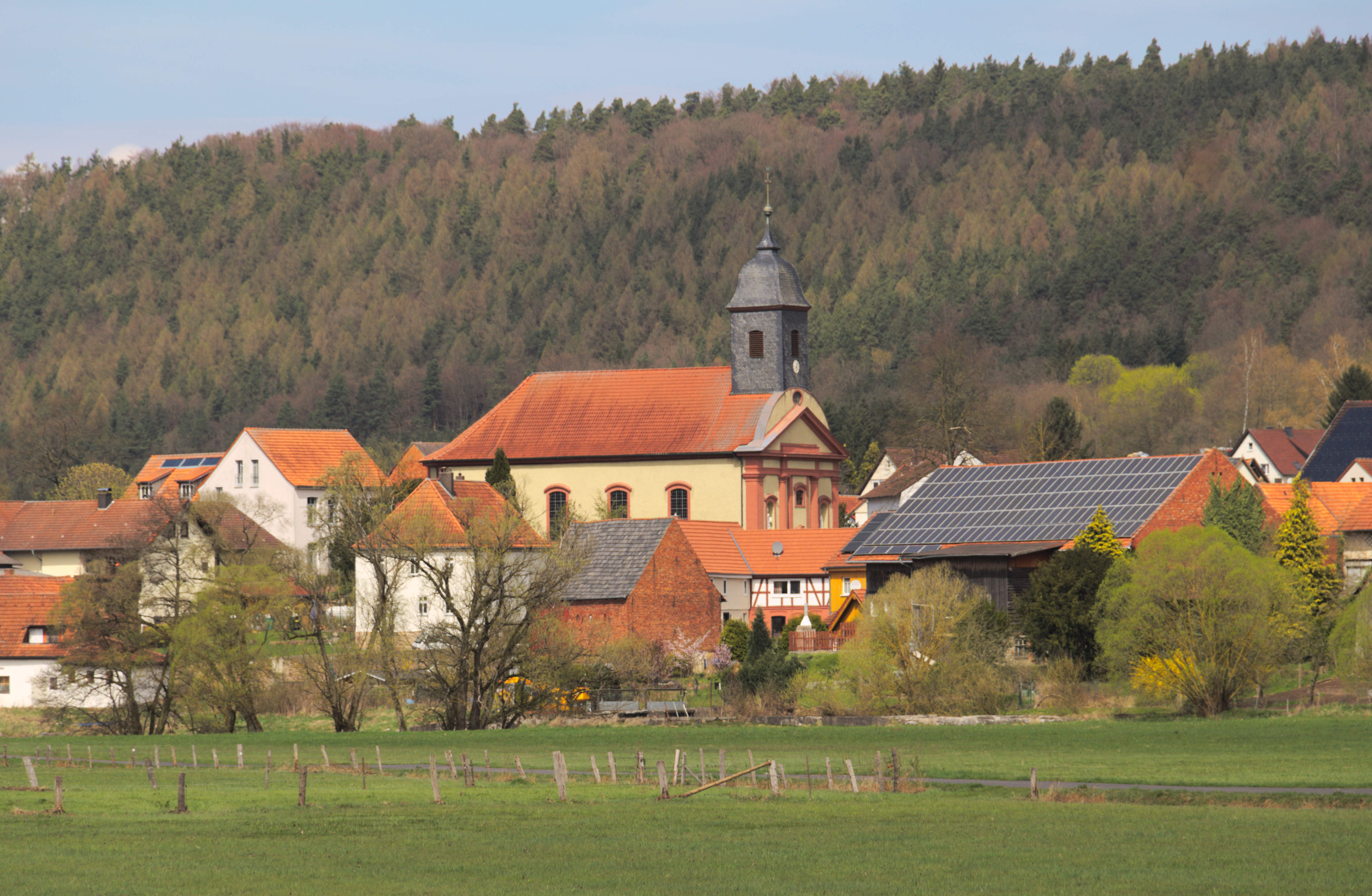
Gesamtansicht mit der St.-Godehard-Kirche in Kämmerzell

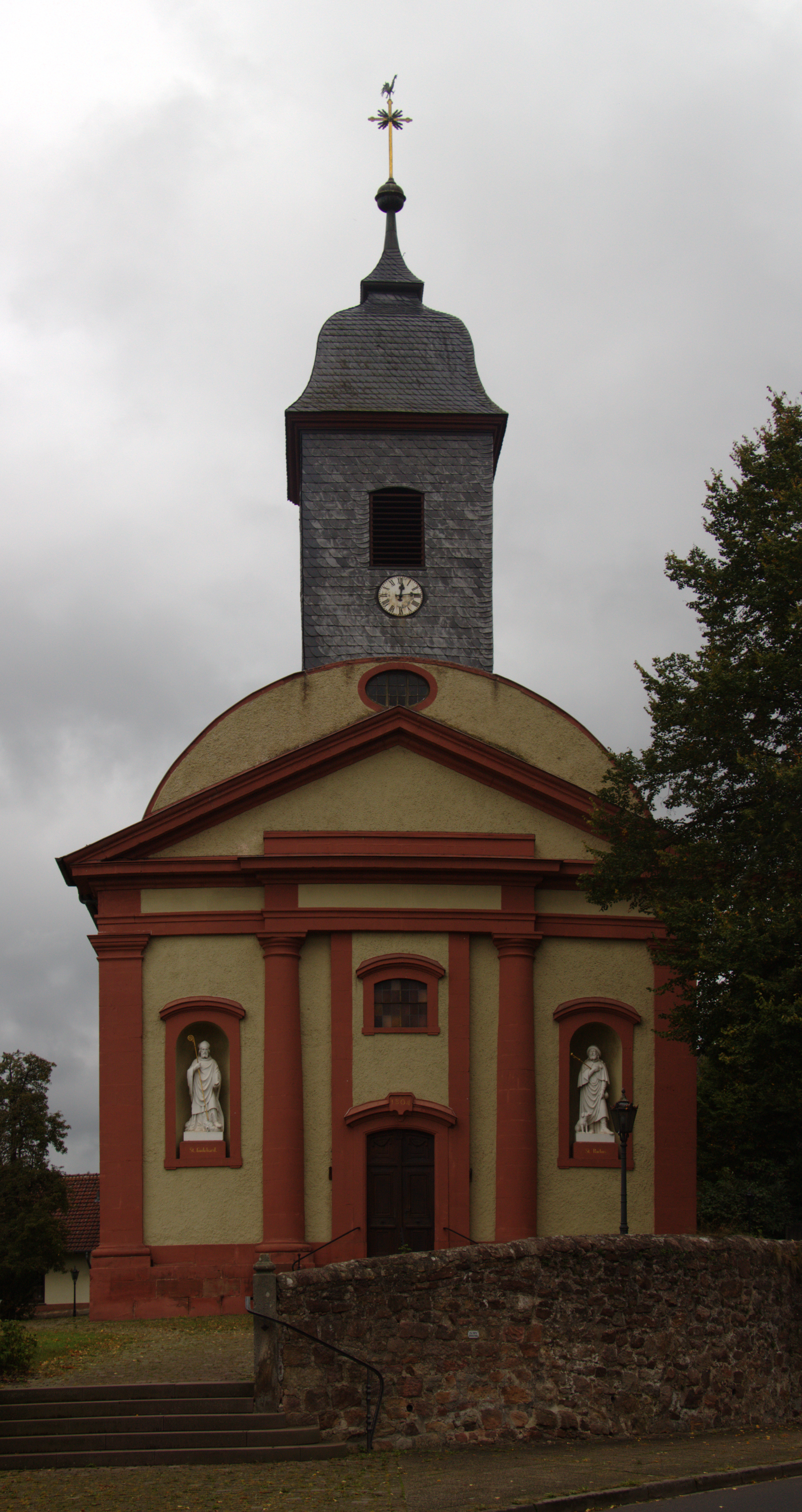
St.-Godehard-Kirche in Kämmerzell

Kämmerzell (früher Cemera cella; bedeutet Zelle des Kämmerers) ist ein Stadtteil der osthessischen Stadt Fulda.

## Geographie
Kämmerzell liegt etwa 6 km (Luftlinie) nordnordwestlich der Innenstadt von Fulda, zwischen den Fuldaer Ortsteilen Lüdermünd im Nordwesten, Dietershan im Osten, Gläserzell im Süden und Trätzhof im Südsüdwesten sowie dem Großenlüderer Ortsteil Lütterz im Westen. Direkt westlich vorbei verläuft der Weser-Quellfluss Fulda. Nordöstlich erhebt sich der Mühlberg (435,2 m).

## Geschichte
In der Geschichte wird Kämmerzell 1150 das erste Mal urkundlich erwähnt. Nach mündlicher Überlieferung hat der Heilige Godehard von Hildesheim 996 eine Taufe in Kämmerzell abgehalten. Auf Grund dessen wurde eine Kapelle mitten auf die Straße gebaut, sodass die beiden Fahrspuren außen herumgeführt werden mussten. Im Jahre 1629 wurde die Kapelle durch eine Kirche ersetzt.

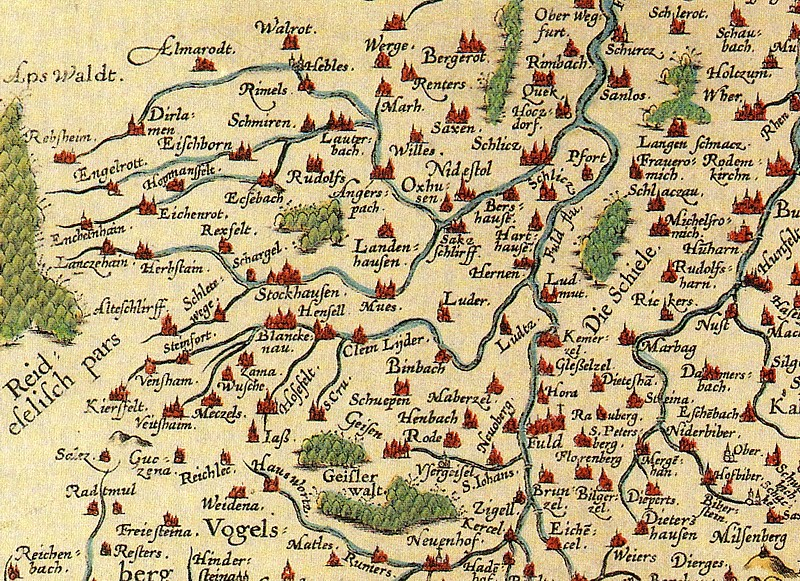
Lage von Kämmerzell (Kemerzel) auf einer Karte des Hochstifts Fulda von 1574

### Eingemeindung
Am 1. August 1972 wurde die bis dahin selbständige Gemeinde Kämmerzell im Zuge der Gebietsreform in Hessen kraft Landesgesetz in die Stadt Fulda eingegliedert.

### Einwohnerentwicklung
| • 1812: | 52 Feuerstellen, 354 Seelen |

| Kämmerzell: Einwohnerzahlen von 1812 bis 2017 | Kämmerzell: Einwohnerzahlen von 1812 bis 2017 | Kämmerzell: Einwohnerzahlen von 1812 bis 2017 | Kämmerzell: Einwohnerzahlen von 1812 bis 2017 | Kämmerzell: Einwohnerzahlen von 1812 bis 2017 |
| --- | --------------------------------------------- | --------------------------------------------- | --------------------------------------------- | --------------------------------------------- |
| Jahr |                                               |                                               |                                               | Einwohner                                     |
| 1812 | 1812                                          |                                               | 354                                           | 354                                           |
| 1834 | 1834                                          |                                               | 421                                           | 421                                           |
| 1840 | 1840                                          |                                               | 428                                           | 428                                           |
| 1846 | 1846                                          |                                               | 424                                           | 424                                           |
| 1852 | 1852                                          |                                               | 358                                           | 358                                           |
| 1858 | 1858                                          |                                               | 373                                           | 373                                           |
| 1864 | 1864                                          |                                               | 371                                           | 371                                           |
| 1871 | 1871                                          |                                               | 349                                           | 349                                           |
| 1875 | 1875                                          |                                               | 356                                           | 356                                           |
| 1885 | 1885                                          |                                               | 351                                           | 351                                           |
| 1895 | 1895                                          |                                               | 335                                           | 335                                           |
| 1905 | 1905                                          |                                               | 360                                           | 360                                           |
| 1910 | 1910                                          |                                               | 346                                           | 346                                           |
| 1925 | 1925                                          |                                               | 389                                           | 389                                           |
| 1939 | 1939                                          |                                               | 407                                           | 407                                           |
| 1946 | 1946                                          |                                               | 550                                           | 550                                           |
| 1950 | 1950                                          |                                               | 592                                           | 592                                           |
| 1956 | 1956                                          |                                               | 560                                           | 560                                           |
| 1961 | 1961                                          |                                               | 603                                           | 603                                           |
| 1967 | 1967                                          |                                               | 656                                           | 656                                           |
| 1970 | 1970                                          |                                               | 667                                           | 667                                           |
| 1988 | 1988                                          |                                               | 639                                           | 639                                           |
| 2010 | 2010                                          |                                               | 787                                           | 787                                           |
| 2013 | 2013                                          |                                               | 815                                           | 815                                           |
| 2015 | 2015                                          |                                               | 797                                           | 797                                           |
| 2016 | 2016                                          |                                               | 833                                           | 833                                           |
| 2017 | 2017                                          |                                               | 847                                           | 847                                           |
| Datenquelle: Historisches Gemeindeverzeichnis für Hessen: Die Bevölkerung der Gemeinden 1834 bis 1967. Wiesbaden: Hessisches Statistisches Landesamt, 1968. Weitere Quellen: ; 2010,2012,2015: |                                               |                                               |                                               |                                               |

### Religionszugehörigkeit
Quelle: Historisches Ortslexikon
| • 1885: | 03 evangelische (= 0,85 %), 348 katholische (= 99,15 %) Einwohner |
| • 1961: | 26 evangelische (= 4,31 %), 576 katholische (= 95,52 %) Einwohner |

### Ortsbeirat
Der Ortsbeirat besteht aus sieben Mitgliedern. Alle Kandidaten gehörten der Bürgerliste Kämmerzell an. Der Ortsbeirat wählte Christian Ruppel zum Ortsvorsteher.

## Kultur und Sehenswürdigkeiten

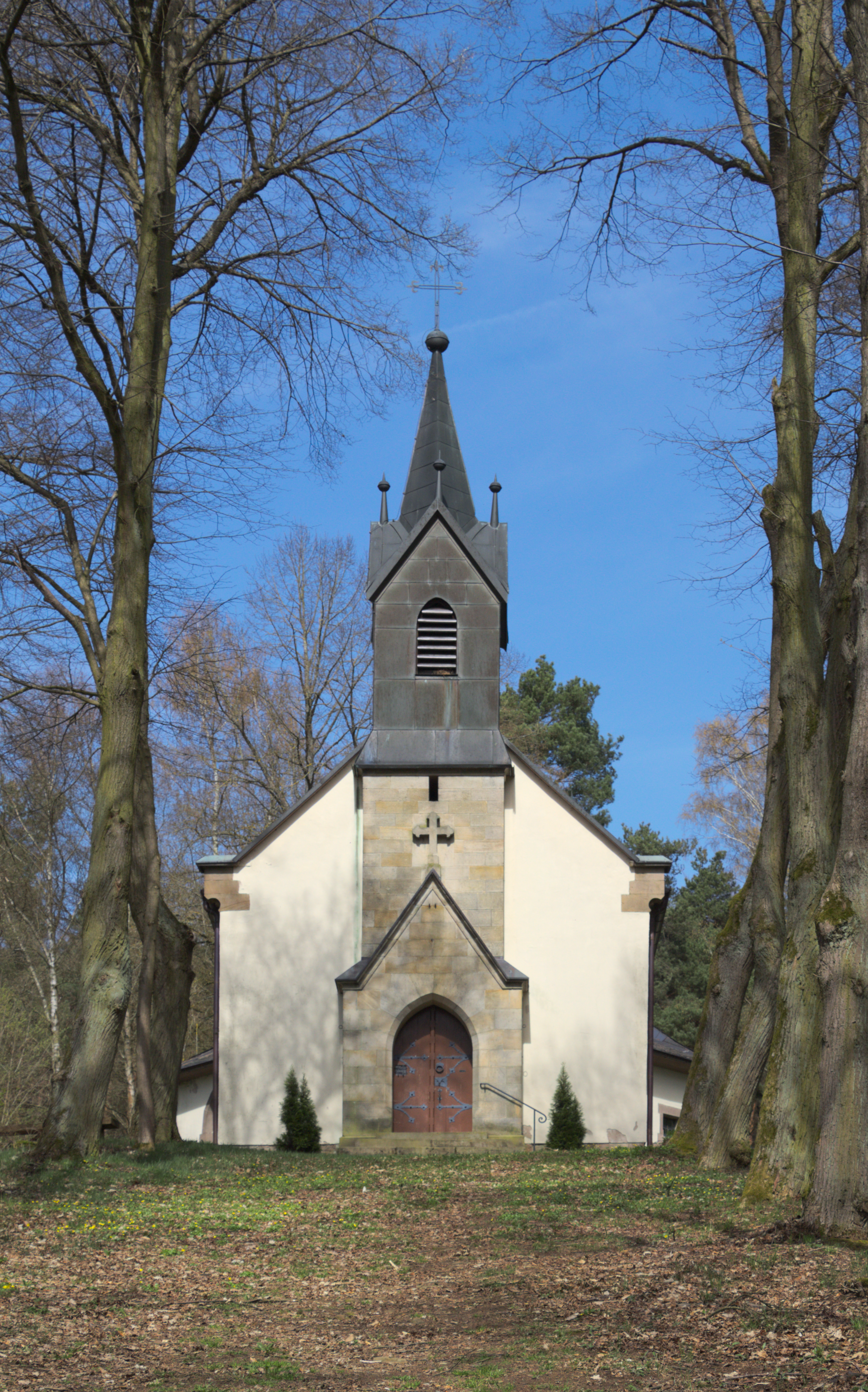
Die Rochuskapelle bei Kämmerzell

- Der Edelsturm war einer der Warttürme um Fulda
- Eine Kapelle auf dem Rochusberg ist dem Pilgerer Rochus geweiht. Die Rochusoktav wird alljährlich vom 16. bis 23. August gefeiert zu der viele Wallfahrer kommen. Höhepunkt dieses Glaubensfestes ist der letzte Sonntag in der Oktav.

## Infrastruktur und Verkehr
Kämmerzell besitzt keine Schule oder Kindergarten. Es gibt lediglich eine katholische Kirche, die am 20. Oktober 1804 geweiht wurde. Sie ist dem Heiligen St. Godehard gewidmet.
Kämmerzell liegt an der Landesstraße 3143, die aus Richtung Fulda kommend unter anderem durch Kämmerzell nach Schlitz führt. Nächster Fernverkehrsbahnhof ist der Bahnhof Fulda. Unmittelbar bei der Ortschaft führt der entlang der Fulda verlaufende Fulda-Radweg über eine Flussbrücke und dann durch das Dorf.